# Имру аль-Кайс
Имру́’ аль-Кайс ибн Худжр ибн аль-Ха́рис аль-Кинди́ (араб. اِمرؤ القيس بن حجر بن الحارث الكندي‎) — арабский поэт VI века, автор одной из поэм «Муаллаки», которые являются выдающимися литературными памятниками доисламской эпохи.

## Биография

### Происхождение
По легенде, Имру аль-Кайс был сыном последнего царя наждитского княжества йеменского племени Кинда, аль-Худжра II ибн аль-Хариса. Род поэта, как и он сам, окружен легендами. По преданию, его прадед Худжр получил прозвище «Акил аль-Мурар» — «Поедающий горькие растения» из-за пророчества уведенной в плен его жены Амру ибн аль-Хубуля: «Я за (спиной) мужчины, губы которого подобны губам верблюда, поедающего горечь. Он возьмет шею твою». Пророчество сбылось, и Худжр отбил у Амра свою жену, убив его.
Матерью же поэта, по преданию, была Фатима бинт Рабиаа, сестра Мухалхиля ибн Рабиаа, великого аравийского поэта и воина VI века. Согласно же другой версии, матерью Имру значится Тамльук ибн Амр ибн Зубейд. Известный исследователь джахилийской поэзии, д-р Шауки ад-Дайф, оправдывает подобные расхождения в родословной тем, что имя Имру аль-Кайса использовалось многими поэтами доисламского периода, что во многой мере объясняет некоторую стилевую разнородность текстов, приписываемых ему.

### Жизнеописание
О детстве Имру аль-Кайса (настоящее имя — Хундуж) нам ничего не известно. Жизнеописание поэта начинается, пожалуй, с конфликта его с отцом. Ведя разгульный образ жизни, он вызвал недовольство Худжура, который приказал убить сына и выколоть ему глаза. Убийства не произошло, и, смягчившись, Худжур лишь запретил сыну «изрекать поэзию». Ответом на запрет последовала строфа Аль-Кайса «Не благословены ли Вы утром…», после которой отец прогнал сына. По другой версии, конфликт заключался в любви Имру к жене отца. Так или иначе, Имру начал вести кочевой образ жизни, щедро растрачивая последнее своё имущество — согласно историографу аль-Исфахани, — устраивая пиршества «на каждой стоянке». Именно этот период его биографии и отражен в первой части его знаменитой поэмы.
Переворот в жизни Имру аль-Кайса начался с известия об убийстве его отца племенем Бани Асад. Известно, что в это время поэт пировал в йеменской земле Дамун. Согласно легенде, когда аль-Кайс узнал о случившемся, то он произнес: «Потерял он меня в детстве моем, и возложил на меня кровь свою в зрелости моей! Да не будет пробуждения сегодня, и не будет опьянения завтра: сегодня вино, завтра — дело», после чего продолжил пиршество. Однако на следующий день Имру поклялся «не прикасаться к мясу, вину, женщине и ароматам», пока не отомстит за отца. В результате интриг, Имру, заручившись поддержкой племен Химйяр и Мазахдж, разбил войско Бани Асад, убив главу племени.
Однако покровитель племени Бани Асад, аль-Мунзир, вступил в войну против Имру аль-Кайса, начав его преследование. Оставшись без поддержки племен-союзников, Имру бежит в Константинополь, становясь приближенным к императору Юстиниану. Однако император прогоняет его, заподозрив в совращении дочери. Более вероятным представляется то, что Имру аль-Кайс был вынужден бежать из Константинополя из-за подозрения в государственной измене, после того, как ему, как наместнику, был отдан Северный Хиджаз. Согласно другим источникам, Имру был агентом персов и их наместником над островом Тейран в Акабском заливе. Вероятно, Имру пытался восстановить царство своего отца.
Скрываясь от гнева Юстиниана, Аль-Кайс пребывает в Анкаре, где и умирает. Смерть поэта также окружена легендами: по преданию, Имру скончался от отравления ядом, что вызвало длительную болезнь, сопровождавшуюся образованием гнойников (отсюда прозвище поэта — «Зуль-Курух» — «Покрытый язвами»). Согласно легенде, отравленная одежда была подослана самим императором Византии Юстинианом.

### Личная жизнь
По легенде, аль-Кайс поклялся жениться на той, кто ответит ему о «восьми, четырёх и двух». Разгадка этой загадки последовала из уст случайной спутницы в ночи, которую и сосватал аль-Кайс: «Восемь — это соски сучки, четыре — вымя верблюдицы, две — груди женщины». Собрав махр, Имру отправил раба к стоянке невесты, который растратил половину подарка. Приняв его, она просила передать хозяину следующие слова: «Отец мой удаляется, будучи рядом, и бывает рядом, будучи далеко; и мать моя разрывает одну душу на две; брат же мой пасет Солнце; Ваше небо порвалось, а два сосуда опустели». Из этого сообщения Имру узнал как о готовящемся на него нападении отца невесты, так и о растрате махра.
Однако, помимо легенды, существуют другие версии, из которых следует, что Имру был женат на женщине из племени Тайй по прозвищу Умму Джундуб, которая, впрочем, ушла от него к другому поэту, Алкаме ибн Абду, после семейного конфликта. О детях Кайса ничего не известно, кроме имен мальчиков, закрепленных в прозвищах поэта: Харис, Зайд, Вахаб.
Религией Имру аль-Кайса было аравийское язычество. Однако историографами приводится интересный эпизод: когда перед местью за отца Имру подошел для гадания к идолу Табала и трижды вытянул стрелу, призывающую отказаться от войны, Кайс сломал стрелы и, отхлестав ими по щекам идола, сказал: «Если бы был убит твой отец, ты бы мне не воспрепятствовал».

## Поэзия
Именно Имру аль-Кайсу принадлежит первенство в дескриптивной лирике арабской литературы. Описание женщин, ночи, чувств поэта неразрывно связано с окружающей его средой. Сравнение возлюбленной и яйца, коня и страуса, ночи и тигра — вот мир Имру аль-Кайса, насквозь пропитанный как пустыней, так и путешествиями.
В его знаменитой поэме «Муалляка» (а кроме неё до нас дошли лишь одна поэма-касыда и несколько разрозненных отрывков-кытаа) большая часть текста посвящена любовной лирике. Автор вспоминает и описывает свои любовные похождения с необычайным трепетом и сожалением. После этого в картине произведения появляется мотив одинокой, бесконечной ночи, выход из которой бесконечно далек, и возможен лишь утром, когда конь и его всадник рассекают просторы пустыни. Реалистичное описание коня, его достоинств и погони стало классикой арабской литературы.
Мало кто отрицает, что Имру аль-Кайс внёс заметный вклад в становление арабской поэзии и литературы. Так, например, «ЭСБЕ» нисколько не жалеет хвалебных эпитетов для этого автора:
Амруль Каис — один из лучших поэтов домусульманской эпохи, живший при Мохаммеде, князь арабского племени кинда. Ему принадлежит одна из знаменитых, известных под именем «Моаллакат» поэм, которая часто комментировалась арабами и в новейшее время была издана Летте (Лейден, 1748), Генгстенбергом (Бонн, 1823) и Арнольдом в «Septem Moallakât» (Лейпц., 1850). Другие поэтические произведения А. изданы Гюккен-де-Слонэ в «Diwan d’A.» (Париж, 1837). «A. der Dichter und König» Рюккерта заключает в себе перевод большинства произведений А.

## Имру аль-Кайс в исламе
Существует слабый хадис (Изречение Пророка Мухаммеда), что "Имруъ аль-Къайс – знаменосец поэтов, (отправляющихся) в (адский) Огонь", но в его иснаде (цепочка передачи) есть слабость